# ۱۲۲۴ (میلادی)
۱۲۲۴ (میلادی) هزار و دویست و بیست و چهارمین سال تقویم میلادی است.

## درگذشتگان
‎